# Löddeåns mynning (södra)
Löddeåns mynning (södra) är ett naturreservat i Lomma kommun i Skåne län. Det bildar ett sammanhängande område tillsammans med det angränsande naturreservatet Löddeåns mynning (norra) i Kävlinge kommun.
Reservatet består av betesmarker med betande kreatur och strandnära terräng med rikt fågelliv.
Det finns tillgång till ett större fågeltorn inom området.
Reservatet ligger på södra sidan av Löddeåns mynning nära tätorten Bjärred bildat 1977. Det omfattar 45 hektar landyta och ett intilliggande vattenområde i Öresund till tre meters djup.

## Bildgalleri

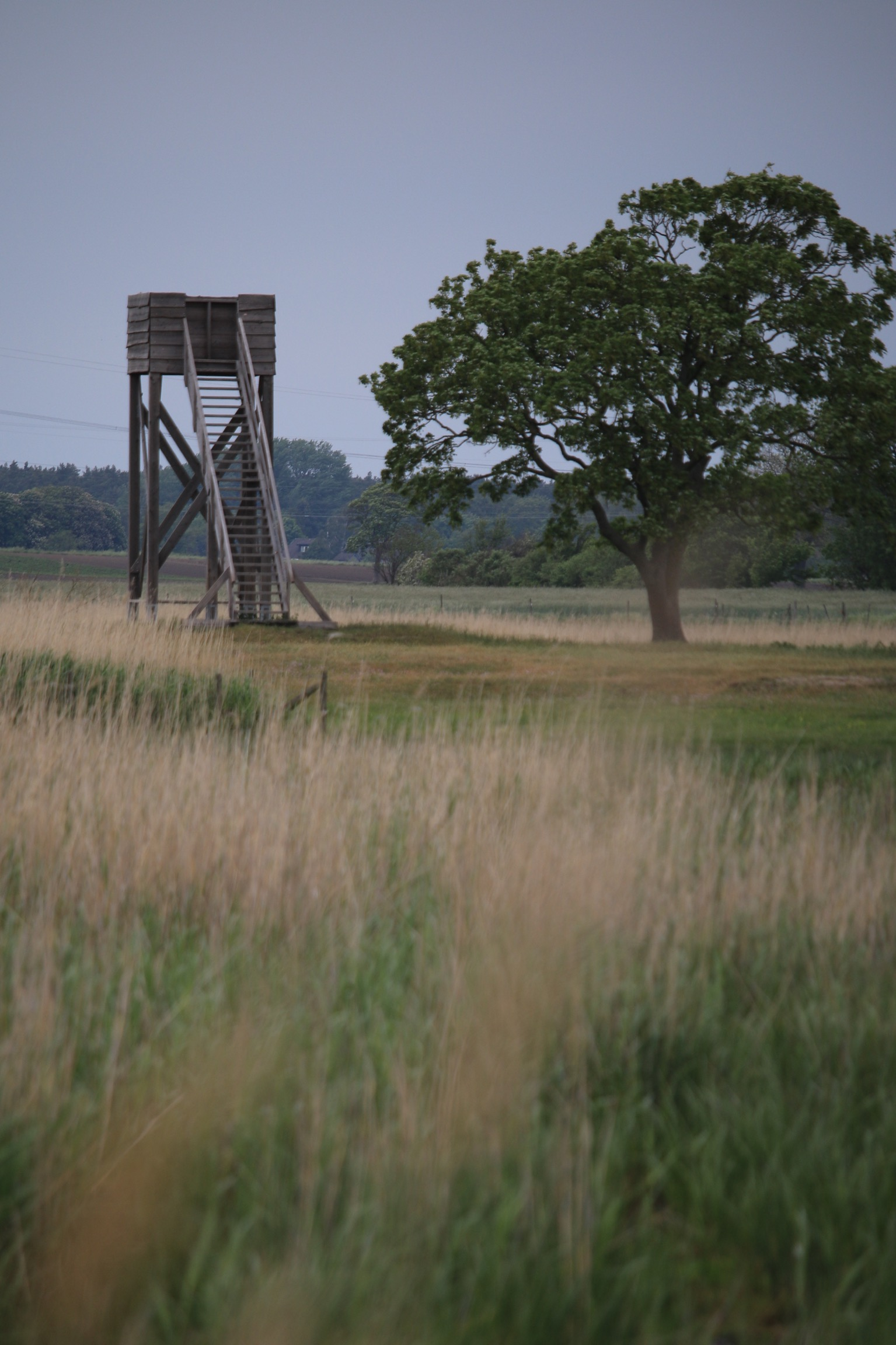
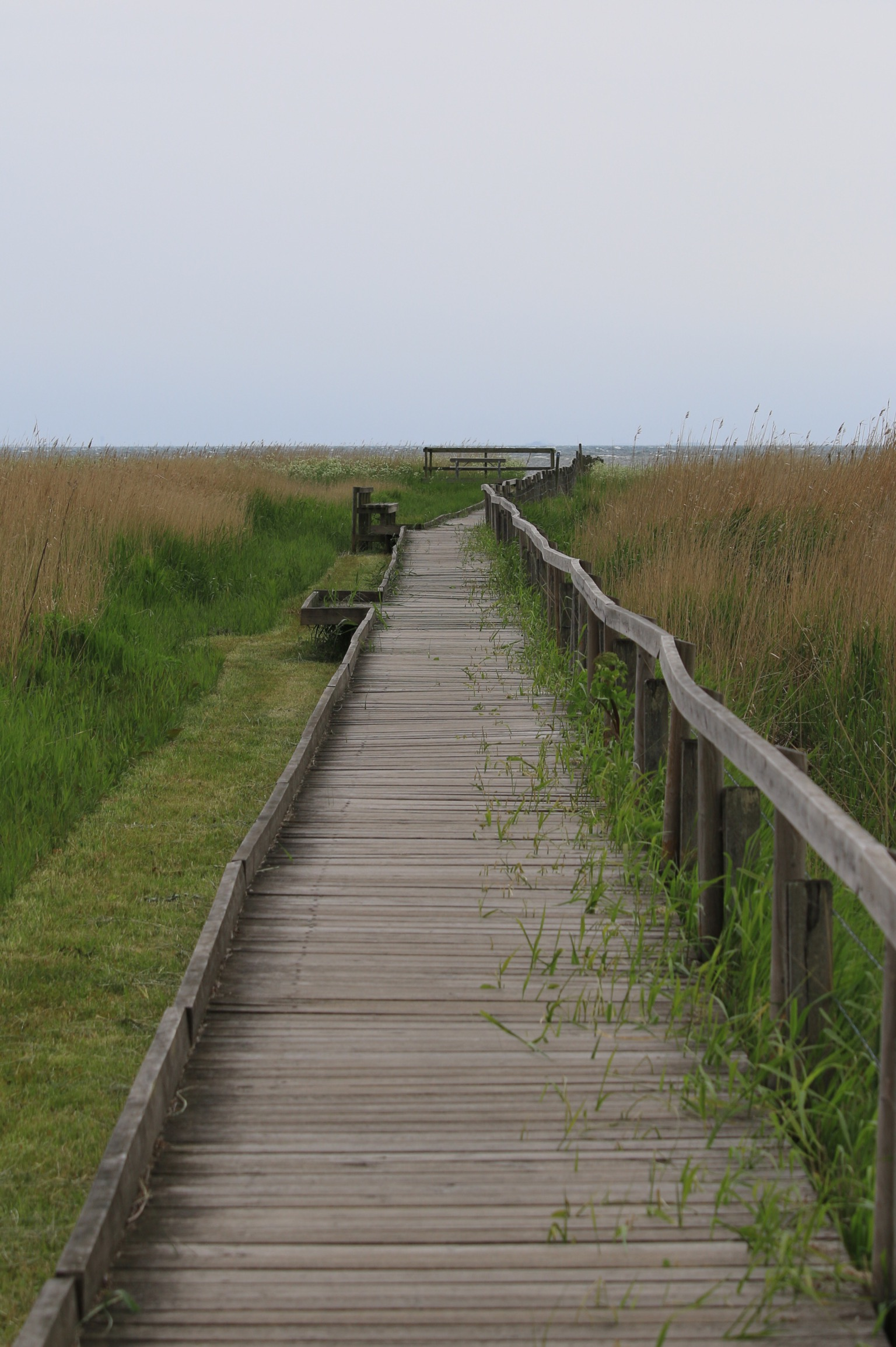